# Несебър
Месемврия пренасочва насам.  За античния град на Бяло море вижте Месемврия (Бяло море).
Несѐбър е курортен град в югоизточна България, разположен на брега на Черно море. Той се намира в община Несебър, област Бургас, а в съседство на север почти се слива с най-голямото българско черноморско летовище Слънчев бряг. Градът е административен център на община Несебър и е един от най-древните градове в Европа, възникнал преди повече от 3200 години. По данни на ГРАО към 15 юни 2022 г. населението на Несебър със Слънчев бряг е 14 898 души, което го нарежда на трето място по големина сред градовете на българското Черноморие, след Варна и Бургас.

## География
Градът се намира на 36 km североизточно от областния център Бургас. Разположен е на полуостров в южната част на община Несебър. Общината заема най-северната част от Черноморското крайбрежие на Бургаска област. Обхваща 14 селища, от които 3 града – Несебър, Свети Влас и Обзор. Несебър е най-големият от тях и е общински център. В непосредствена близост северно от него е туристическият комплекс Слънчев бряг. Старият град е разположен на малък полуостров с дължина 850 m и ширина 350 m, свързан със сушата чрез тесен провлак. На запад от него са кварталите на Новия град: Христо Кудев, Младост, Перла, Черно море (1, 2 и 3) и Аурелия.
Крайбрежното разположение на града определя климата като средиземноморски с континентално и морско влияние. Средните температури през лятото са 28 – 30 °C на въздуха и 20 – 26 °C на водата. Постоянният бриз носи прохлада през горещите летни дни. Близостта на морето предопределя висока относителна влажност на въздуха.
Почвите са канелено-горски. В землището на Несебър има 5 пясъчни дюни, които са обявени за природна забележителност през 1976 г., а през 2001 г. влизат и в регистъра и кадастъра на природните феномени. Сред редките растения от пясъчната флора, които са в „Червената книга“ на България, са: пясъчна лилия, равенски ериантус, морски ветрогон и морски ранилист. Освен тях има още редица красиви и интересни видове: пясъчен мак, жълт пясъчен лен, пясъчна дзука, марздения и други.
Подходящите природо–климатични условия и високата средногодишна температура са фактор, който формира отрасловата структура на общинската икономика – стопански туризъм, отдих и спорт. Плажните наличности на община Несебър са едни от най-големите на българското Черноморско крайбрежие и възлизат на 1517 дка с общ капацитет 139 450 плажни места.
| Климатични данни за Несебър                                                                                        | Климатични данни за Несебър | Климатични данни за Несебър | Климатични данни за Несебър | Климатични данни за Несебър | Климатични данни за Несебър | Климатични данни за Несебър | Климатични данни за Несебър | Климатични данни за Несебър | Климатични данни за Несебър | Климатични данни за Несебър | Климатични данни за Несебър | Климатични данни за Несебър | Климатични данни за Несебър |
| Месеци | яну.                        | фев.                        | март                        | апр.                        | май                         | юни                         | юли                         | авг.                        | сеп.                        | окт.                        | ное.                        | дек.                        | Годишно                     |
| Средни температури (°C)                                                                                            | 3,0                         | 4,5                         | 6,0                         | 11,0                        | 16,5                        | 21,5                        | 24,5                        | 25,0                        | 20,5                        | 16,0                        | 11,0                        | 5,5                         | 13,8                        |
| Средни месечни валежи (mm)                                                                                         | 39                          | 34                          | 30                          | 38                          | 45                          | 45                          | 33                          | 26                          | 24                          | 39                          | 51                          | 45                          | 449                         |
| --- | --------------------------- | --------------------------- | --------------------------- | --------------------------- | --------------------------- | --------------------------- | --------------------------- | --------------------------- | --------------------------- | --------------------------- | --------------------------- | --------------------------- | --------------------------- |
| Източник: Пенин, Румен. Природна география на България. София, Булвест 2000, 2007. ISBN 978-954-18-0546-6. с. 227. |                             |                             |                             |                             |                             |                             |                             |                             |                             |                             |                             |                             |                             |

## История

### Античност

#### Елинизъм
Името на града е съставено от две части: брия (от тракийски език – „град“) и мена или мелса. Според Страбон, мена е вероятно името на основателя, според Стефан Византийски, също става дума за основателя, но съответно с името мелса.
Полуостровът на Несебър – древният град Месамбрия Понтика, наречен през късното средновековие Месамбрия и по-късно Несебър, е населен преди хилядолетия, в края на бронзовата ера. Старите траки го наричат „Мелсамбрия“, което означава „град на Мелса“, легендарният основател на селището. Месамбрия има две удобни пристанища – южно и северно, където и до днес се намират множество останки от древни плавателни съдове.
Според данни от древността легендарният автор на басни Езоп е роден в Месамбрия около 620 г. пр.н.е. и е от тракийски произход.
В края на VI век пр.н.е. пристигат първите елински заселници – по произход дорийци. Градът постепенно се разраства, построени са храмове, училище и театър, и постепенно се обгражда с масивна крепостна стена, оформят се жилищните квартали, строят се храмове и гимназион. В града се развиват редица занаяти – основно обработка на метал.
Месамбрия започва да сече собствени монети около 440 г. пр.н.е., приблизително оттогава са сечени и първите златни монети. Градът има добри търговски отношения с полисите на Черно и Егейско море и Средиземноморието. Находки, свидетелстващи за богатия икономически, културен и духовен живот от този период, са изложени в археологическия музей в града.

#### Римски период
През 72 г. пр.н.е. градът е завзет без никаква съпротива от римляните. След кратка окупация, през I век градът става част от Римската империя. Месемврия, както е наречен тогава, със своите непокътнати крепостни стени и големи обществени сгради, продължава да сече собствени бронзови монети и остава важен търговски и културен център на Черноморското крайбрежие на римска Тракия. През 134 г.сл.н.е. за Месембрия съобщава Ариан в своето съчинение „Обиколката на Черно море“.
След преместване на столицата на Римската империя в Константинопол и приемането на християнството за официална религия се създават благоприятни условия за възраждането на Черноморските градове. В Месемврия се строят нови християнски храмове – базилики, изграждат се крепостни стени, нова водоснабдителна система и градски терми. Всичко това се извършва от водещи архитекти и строители на империята, по подобие на столичните прототипи. Централната църква на Месемврия носи името на св. София, така както е и в Константинопол.

### Българско и византийско средновековие
След като Източната Римска империя отстъпва областта Загоре на България в началото на VIII век, Месемврия остава в границите на империята, но постепенно запада, изместена от новосъздаденото пристанище Порос при днешното село Дебелт.
Градът за пръв път става част от българската държава през 812 г., когато хан Крум го щурмува и завладява, и славяни и българи се заселват тук. Несебър, както славяните нарекли града, остава в български ръце за дълъг период по време на царуването на цар Симеон Велики.
През XII и XIII в. градът развива активни търговски връзки със земите от Средиземноморието и Адриатика, както и с княжествата на север от р. Дунав. Строят се и се стенописват църквите „Св. Стефан“ (XI век) и „Св. Йоан Кръстител“ (XI в.) – станали прототип на строените по-късно несебърски църкви-шедьоври от XIII – XIV в.
В продължение на 62 години, от 1201 до 1263 г., Несебър, както и останалите черноморски градове на юг от Балкана, е трайно включен в пределите на българската държава. Градът играе значителна роля в политическата история на България и Византия по това време, когато на трона са българските царе Калоян, Иван Асен II, Константин Тих. По това време са построени църквите „Св. Параскева“ (XIII век), „Св. Теодор“ (XIV век), „Св. Архангели Михаил и Гавраил“ (XIV век), имащи преки аналогии в столичната търновска архитектура. Несебър поддържа активни търговски връзки с Константинопол, Венеция, Генуа, Пиза, Анкона, Дубровник и др. градове.
След почти 40 години византийско владичество Несебър отново влиза в пределите на българската държава през 1304 г. по времето на цар Теодор Светослав. Градът претърпява голям разцвет по времето на цар Иван Александър.
През 1366 г. Несебър е превзет и плячкосан от рицарите на граф Амедео ди Савоя и по-късно е преотстъпен на византийския император.
Градът е нападнат и вероятно разрушен от турците за пръв път през 1396 г. Окончателното му падане в ръцете на Османската империя става през 1453 г., заедно със столицата Константинопол.

### Османски период и Възраждане
В Месемврийската кондика е отбелязано, че Месемврия била нападана от казаци три пъти: през 1611, 1613, и 1651 година, като най-мащабно било последното нападение през 1651 година, когато градът бил разграбен и опожарен. Това се потвърждава от Евлия Челеби, посетил града през 1657 г.
През годините на османско владичество икономическият и културният живот не секват. Построени са църкви, изписвани са икони. Паисий Хилендарски споменава града през 1762 година в своята „История славянобългарска“, като го нарича Замория.
Пристанището на Несебър продължава да бъде главен външнотърговски център на Черно море. Някои от манастирите и метосите около Несебър просъществуват чак до XVIII – XIX век. Запазени са много къщи от периода на Възраждането – типични представители на черноморската архитектура, като и много вятърни мелници, обществени бани и чешми.
На 11 юли 1829 г. по време на Руско-турската война (1828 – 1829 г.) Несебър е превзет от руските войски за първи път. Те пленяват новопостроена турска корвета на дока при село Равда. Тя е наименована „Олга“, на името на руската престолонаследница.
При създаването на Българската екзархия през 1870 г. Несебър не е включен в нейната територия, тъй като повечето православни в града са гърци.
От края на XIX век Несебър е малък град с основен поминък риболов и селско стопанство – предимно лозарство и ленопроизводство.

### Градът след Освобождението
Месемврия е преименуван като Несебър със Заповед 2820, с която са преименувани общо 1043 населени места в България през 1934 година. Несебър е обявен за архитектурен и археологически резерват през 1956 г., а през 1983 г. културните паметници в града са прибавени към списъка на ЮНЕСКО за световно културно наследство.

### Посткомунизъм
През ноември 2010 г. част от населението на града протестира срещу решение на Министерството на регионалното развитие и благоустройството за премахване на няколко незаконни постройки. Едновременно с това е подета и подписка за изключването на Стария Несебър от списъка със световно културно наследство на ЮНЕСКО. Впоследствие подписката не е внесена в нито една официална институция.

## Население
В следната таблица са посочени данните за населението на Несебър за дадената година и според съответната територия, която е заемал по това време, като данните могат да бъдат от преброявания (¹), приблизителна оценка (²) или статистически данни на съответните държавните институции (³).
| Година | Жители |
| ------ | ------ |
| 1934 ¹ | 2065   |
| 1946 ¹ | 2286   |
| 1956 ¹ | 2333   |
| 1965 ¹ | 3976   |
| 1975 ¹ | 6780   |
| 1985 ¹ | 8224   |
| 1992 ¹ | 8604   |
| 2000 ³ | 6187   |

| Година | Жители |
| ------ | ------ |
| 2001 ¹ | 8677   |
| 2004 ³ | 9360   |
| 2007 ³ | 10 921 |
| 2009 ³ | 11 626 |
| 2011 ¹ | 10 143 |
| 2015 ³ | 12 275 |
| 2022 ³ | 14 898 |

По данни на ГРАО към 15 юни 2022 г. в Несебър и курорта „Слънчев бряг“ живеят 14 898 души по настоящ адрес.
Към 31.12.2021 г. според НСИ населението на Несебър заедно комплекс „Слънчев бряг“ е 14 539 души, от които 6865 мъже и 7674 жени, с което заема четвърто място по големина в Бургаска област.
Населението на Община Несебър наброява 30 721 души към 31 декември 2021 г.

### Етнически състав
Преброяване на населението през 2011 г.
Численост и дял на етническите групи според преброяването на населението през 2011 г.:
|                     | Численост |
| Общо                | 10143     |
| Българи             | 8845      |
| Турци               | 386       |
| Цигани              | 31        |
| Други               | 82        |
| Не се самоопределят | 35        |
| Неотговорили        | 764       |

## Политика

### Кметове от 1990 г.
Николай Димитров е избран на местните избори през 2007 г. като независим кандидат, подкрепен от инициативен комитет. Изборите спечелва във втори тур, където успява да получи 68,04% от подадените гласове и да победи Магдалена Мандулева. На местните избори на 23 октомври 2011 година Николай Димитров печели на втори тур с 60,38 на сто от подадените гласове. Втори с 39,62 на сто остава кандидатът на ГЕРБ Атанас Терзиев. Николай Димитров печели трети мандат на местните избори през есента на 2015 г. и четвърти мандат през есента на 2019 г.

### Общински съвет
Според Закона за местното управление и местната администрация управлението на община Несебър е със структура, съставена от кмет и общински съвет от 21 съветници. Съставните населени места имат изборен кмет или кметски наместник. Общинският съвет приема основните наредби и правилници, които действат на територията на община Бургас. Общинските съветници и кмета имат право на инициатива за внасяне на предложения. Обсъждането е в постоянните комисии на общинския съвет и неговата сесия. Изпълнението на взетите решения от общинския съвет се осъществява от общинската администрация. На всеки четири години се избира нов общински съвет и кмет, като следващите избори са предвидени за 2023 г. Разпределението на местата в общинския съвет след последните избори от 27 октомври 2019 година е следното:
| Партия/Коалиция                                                                                 | Изборен резултат | Получени гласове | Места |
| ----------------------------------------------------------------------------------------------- | ---------------- | ---------------- | ----- |
| Български социалдемократи                                                                       | 26,24 %          | 3181             | 6     |
| ПП „Море“                                                                                       | 17,40 %          | 2109             | 4     |
| Местна коалиция „Нова алтернатива“                                                              | 15,69 %          | 1902             | 3     |
| ГЕРБ                                                                                            | 13,38 %          | 1622             | 3     |
| Местна коалиция „Съюз на свободните демократи“ (ССД, СДС, ВМРО – Българско национално движение) | 10,42 %          | 1263             | 2     |
| БСП за България                                                                                 | 9,94 %           | 1205             | 2     |
| Движение 21                                                                                     | 5,74 %           | 696              | 1     |

### Побратимени градове и сътрудничество
| Несебър е побратимен с градовете: - Санкт Петербург, Русия - Будапеща, Унгария - Охрид, Северна Македония - Котор, Черна гора - Гимараеш, Португалия | Градът има договор за сътрудничество с: - Дубровник, Хърватия - Родос, Гърция - Сафранболу, Турция - Сан Марино - Сермерсхайм, Франция - Биркиркара, Малта |

## Икономика и инфраструктура
Значителната крайбрежна ивица и нейният разнообразен характер създават благоприятни условия за развитие на туризма, който е водещ отрасъл в икономиката. Те превръщат община Несебър в най-голямата туристическа агломерация на българското Черноморие. На нейната територия функционират 730 хотела и 2923 частни квартири с над 155 218 легла и 3537 заведения за обществено хранене. Комплексът Слънчев бряг се разраства бурно, вече се е сраснал с новата част на града и е най-големият курорт на българското Черноморие.
В областта на земеделието се отглеждат предимно овощни видове. Животновъдството се развива предимно в дребни семейни стопанства, но в последните години се наблюдава развитие в овцевъдството, птицевъдството и пчеларството. От добивните отрасли е развит единствено дърводобивът.

### Транспорт
Несебър се намира в централната част на Черноморското крайбрежие. Има редовни автобусни връзки с областните центрове Бургас (30 km) и Варна (90 km). Градът се обслужва от международно летище Бургас (30 km), Пристанище Бургас (45 km) и жп гара Бургас (35 km). Новоизградената пътна магистрала до областния град прави пътуването с автомобил удоволствие. Пътищата са добре поддържани. През летния сезон в пиковите часове на деня са възможни задръствания. В Несебър се ползва екологично чист вътрешен транспорт – атракционни минивлакчета, велорикши и велосипеди. Пристанище Несебър има регионално значение и се използва изключително за пътнически превози и развлекателни туристически пътувания.
Редовни градски автобуси обслужват града и го свързват със Слънчев бряг, Равда и Свети Влас.

## Култура и забележителности
Културното наследство на Несебър е запазено в пет музейни експозиции. В старата част на града е имало около 42 църкви, от които по-малко от половината са открити от археолозите и консервирани, а действаща е само една. Другите по-запазени са превърнати в картинни галерии. Провлакът, свързващ старата част с новата, е дълъг около 400 метра. По средата на провлака се намира старата мелница на града, която не функционира като такава, а е само туристическа атракция. В началото на квартала, в новата част на Несебър, се намира истинската мелница на града, която сега е вградена в хотел.

### Музеи
В Несебър се намира забележителност № 7 от Стоте национални туристически обекта на Българския туристически съюз – архитектурно-исторически резерват Старият Несебър с Археологически музей. Музей „Старинен Несебър“ включва:
- Археологически музей Несебър;
- Църквата Свети Стефан (Несебър);
- Църквата Свети Спас (Несебър);
- Етнографски музей Несебър – къща Москояни. Уреден е в стара възрожденска къща, строена през 1840 г. на южния бряг на полуострова. Къщата, която е типичен представител на несебърската жилищна архитектура от късния период на българското Възраждане, е била собственост на заможния търговец Панайот Москояни. Сградата е двуетажна. Приземният етаж е каменен, висок, с двукрила врата. Горният жилищен етаж е еркерен и обшит с дъски. Той е с високи и много на брой прозорци с изглед към морето. Петте стаи на етажа са разположени около салон с дърворезбован таван, в средата украсен със звездовидна розета. Северните стаи, използвани и през зимата, са с камини.
- Измежду уникалните артефакти на музей Старинен Несебър са изложени надпис-декрет на тракийския вожд Садала, съществуващ от III в. пр. Хр.

### Църкви
- „Света София“ (Старата митрополия), развалини на църква от IV век
- „Света Богородица Елеуса“, църква от VI век
- „Свети Стефан“ (Новата митрополия), църква от X век
- „Свети Йоан Кръстител“, църква от XI век
- „Свети Димитър“, църква от XI век
- „Свети архангели Михаил и Гавраил“, църква от XIII век
- „Света Параскева“, църква от XIII век
- „Христос Пантократор“, църква от XIII век
- „Свети Теодор“, църква от XIII век
- „Свети Йоан Алитургет“, църква от XIV век
- „Свето Възнесение Господне“(„Свети Спас“), църква от XVII век
- „Свети Климент“, църква от XVII век
- „Света Богородица“ („Успение Богородично“) – действаща църква от 1873 г.[18]

- Църквата „Христос Пантократор“, XIII век
- Църквата „Христос Пантократор“
- Църквата „Свети Йоан Кръстител“, XI век
- Църквата „Свети Йоан Алитургет“

### Други
- Останки от крепостта Месемврия
- Вятърната мелница
- Статуята на Рибаря

### Музикални формации
В града са създадени и функционират следните музикални формации:
- Група за стари градски песни „Блян“
- Фолклорна формация „Българка“
- Фолклорна формация „Македонка“
- Рок група „Мена“
- Хор за гръцки песни „Месамбрия“
- Вокално-инструментална група „Стари муцуни“
- Детска вокална група „Сюрприз“
- Фолклорна група „Незабравка“
- Обединена общинска школа по народни танци

### Редовни събития
Ежегодни фестивали „Златна Месемврия“, Международен арт фестивал „Съзвездия в Несебър“, Международен детски фестивал „Слънце – радост – красота“, Международен фестивал на меда, провеждащ се в периода края на август – началото на септември, Национален поп-рок фестивал Поп рок фест.
15 август, Успение Богородично – ден на град Несебър.

### Обществени учреждения
- В Несебър има народно читалище „Яна Лъскова-1905“, основано преди повече от век. Към него функционира общински театър.
- През ноември 2015 г. е създадено народно читалище „Месемврия-2015“.
- Районно управление на полицията
- Районен съд

## Спорт
Футбол
Основен местен футболен отбор е ОФК Несебър, който се състезава в Трета аматьорска футболна лига. Градският стадион на отбора е с 6000 зрители капацитет, терен с размери 100/50 m и малко изкуствено игрище зад стадиона.
Бойни изкуства
Несебърски клуб по Шинкиокушинкай карате, известен с многобройни победи в национални и международни карате състязания. Функционира в специално оборудвана зала, разположена край СОУ „Любен Каравелов“.

## Известни личности
Родени в Несебър
- Николай Димитров (р. 1965), политик
- Георги Джубрилов (1938 – 2004), актьор
- Неделчо Богданов (р. 1982), аниматор
- Григорий Дракопулос (? – 1890), духовник
- Георгиос Мегас (1893 – 1976), фолклорист
- Николай Русев (р. 1956), футболист
- Жулиета Шишманова (1936 – 1978), състезателка по художествена гимнастика

## Други
На Несебър е наречена улица в квартал „Факултета“ в София (Карта).